# MERLIN

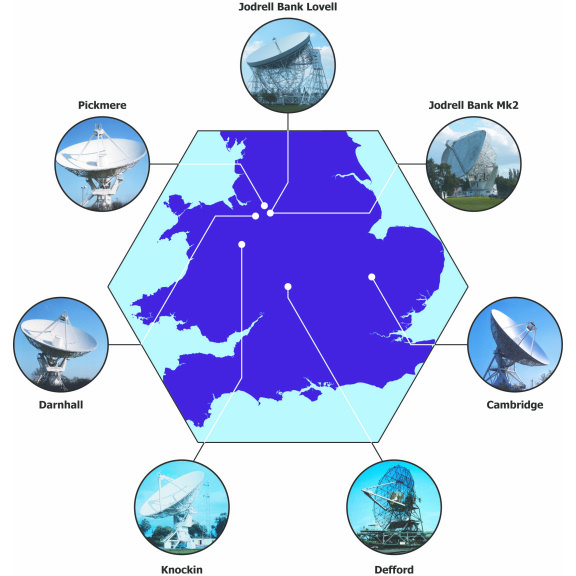
Mappa della rete MERLIN

Il Multi-Element Radio Linked Interferometer Network (MERLIN) è una rete (array) di radiotelescopi interferometrici siti in Inghilterra. La rete basata al Jodrell Bank Observatory nel Cheshire,   è gestita dall'Università di Manchester per conto dello Science and Technology Facilities Council (STFC), un ente governativo costituito nel 2007 che si occupa di ricerca scientifico-ingegneristica in ambito civile.

## Composizione
La rete è costituita da sette radiotelescopi: il telescopio Lovell, il Mark II, l'Osservatorio di Cambridge, il Defford, il Knockin a Oswestry, il Darnhall ed il Pickmere (ex Tabley). La linea di base massima è di 217 km ed il MERLIN può operare a frequenze tra i 151 MHz e 24 GHz. Ad una lunghezza d'onda di 6 cm (5 GHz), MERLIN ha una risoluzione di 40 milliarcosecondi.
Alcuni dei telescopi della rete MERLIN concorrono a comporre una rete ancora più estesa quando vengono connessi alla rete europea interferometrica EVN mediante la tecnica a base molto ampia VLBI raggiungendo un'elevatissima risoluzione angolare.

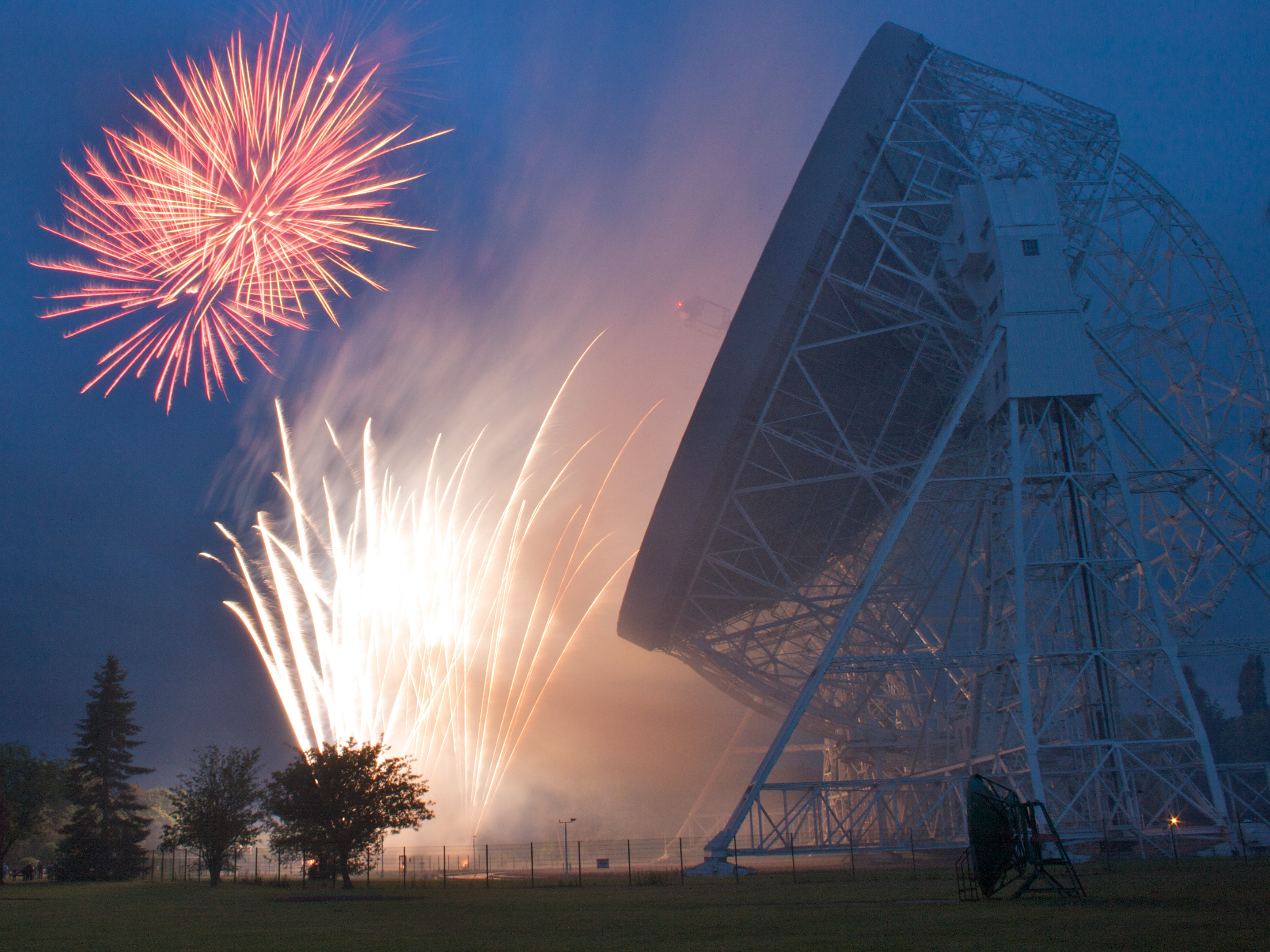
Il telescopio Lovell, all'osservatorio Jodrell Bank, 2008

| telescopi attuali MERLIN | telescopi attuali MERLIN            |
| Nome                     | Coordinate                          |
| ------------------------ | ----------------------------------- |
| Telescopio Lovell        | 53° 14' 10,50" N - 02° 18' 25,74" W |
| Mark II                  | 53° 13' 51,62" N - 02° 18' 34,16" W |
| Defford                  | 52° 05' 27,61" N - 02° 08' 09,62" W |
| Knockin                  | 52° 47' 23,90" N - 02° 59' 44,90" W |
| Pickmere                 | 53° 17' 18,40" N - 02° 26' 38,40" W |
| Darnhall                 | 53° 09' 21,60" N - 02° 32' 03,30" W |
| Cambridge                | 52° 10′ 01,20″ N - 00° 02′ 13,40″ E |

## e-MERLIN
In passato, il MERLIN utilizzava collegamenti a microonde per condividere i dati tra le stazioni remote della rete. Questi tipi di collegamenti hanno una larghezza di banda limitata con sensibile perdita di dati nei trasferimenti. Per incrementare la sensibilità del telescopio i collegamenti sono stati sostituiti da connessioni a fibra ottica con larghezza di banda di 4 GHz, rispetto al limite precedente di 30 MHz. Per tale motivo si è resa necessaria la costruzione di un nuovo correlatore in grado di elaborare oltre 200 Gbit/s di dati.
A seguito di ulteriori aggiornamenti iniziati nel maggio 2004, un importante sviluppo ha coinvolto la flessibilità di frequenza, cioè la possibilità di modificare la banda in ascolto dell'intera rete in tempi ridotti (pochi minuti). A piena operatività il sistema e-MERLIN è in grado di commutare velocemente la banda da 1,4; 5; 6 e 22 GHz. Questi aggiornamenti sono stati completati nel 2009.

## Ricerca e risultati scientifici
Tra le varie osservazioni del MERLIN, di rilievo si evidenziano radiogalassie altamente energetiche (M87), Quasar (3C 418), presenza di ossidrile (OH) in nubi di gas interstellare. Il radiotelescopio può essere utilizzato anche per effettuare misurazioni di astrometria estremamente precise.
Nel 1998 gli scienziati del MERLIN, supportati dalle osservazioni del telescopio spaziale Hubble, hanno individuato il primo anello di Einstein.
Il radiotelescopio è stato utilizzato in combinazione con il VLA per rilevare un lensing gravitazionale debole.